# Bloc erratique de l'Épaule du Môle
Le bloc erratique de l'Épaule du Môle est un bloc erratique de France situé en Haute-Savoie, sur les flancs du Môle, une montagne dominant la vallée de l'Arve,.
D'un volume de 3 m3, il est composé de granite du massif du Mont-Blanc, fragment de ce massif montagneux arraché, transporté et déposé par le glacier de l'Arve. Son altitude à environ 1 550 mètres indique qu'il a été déposé à cet endroit entre il y a 65 000 à 55 000 ans, période au cours de laquelle le glacier a atteint sa cote maximale à cette altitude, 300 mètres sous le sommet. Son statut de bloc erratique est officialisé en juillet 2021 lorsqu'un panneau explicatif est installé pour les promeneurs en présence du maire de Marignier et du glaciologue Sylvain Coutterand. Le sentier le plus fréquenté pour l'ascension du Môle, au départ du parking des Granges, passe au pied du bloc erratique, dans les alpages,.

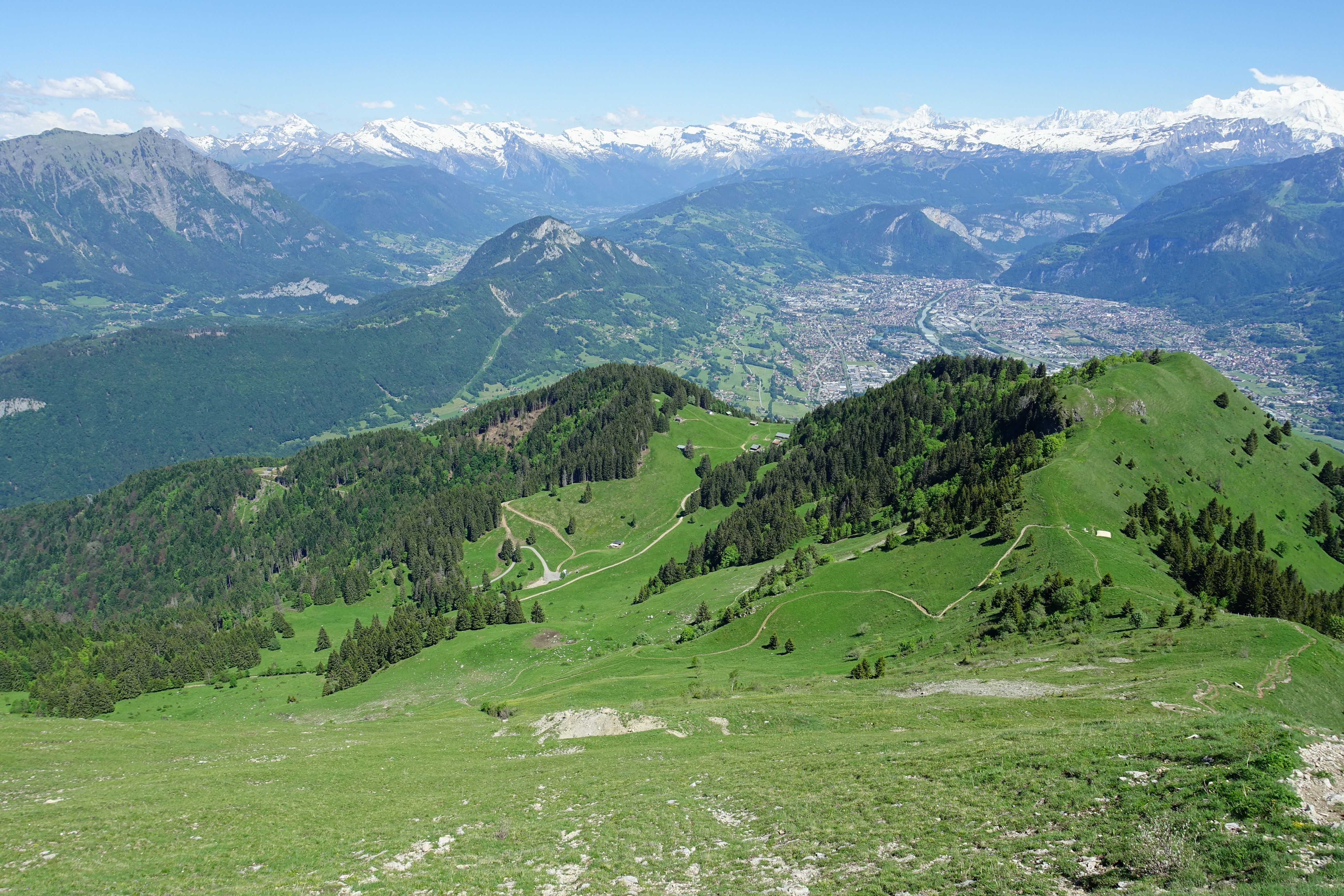
Vue de l'alpage des Granges depuis le sentier juste sous le sommet du Môle : le bloc erratique se trouve au bord du sentier visible en contrebas.